# Discurso de metafísica
El Discurso de metafísica (en francés: Discours de métaphysique) es un breve tratado de Gottfried Leibniz escrito en 1686 en el que desarrolla una filosofía sobre la sustancia física, el movimiento y la resistencia de los cuerpos, y el papel de Dios en el universo. Es uno de los pocos textos que presenta de forma consistente la primera filosofía de Leibniz.

## Contenido
El Discurso está estrechamente relacionado con la discusión epistolar que llevó a cabo con Antoine Arnauld. Sin embargo, Leibniz se abstuvo de enviar el texto completo y permaneció inédito hasta mediados del siglo XIX. Arnauld recibió solo una versión abreviada en 37 puntos que resumia párrafos completos y encauzaba su discusión.
Las consideraciones metafísicas proceden de Dios hacia el mundo sustancial y regresan al reino espiritual. El punto de partida para el trabajo es la concepción de Dios como «un ser absolutamente perfecto» (I), que Dios es bueno, pero la bondad existe independientemente de Dios (un rechazo de la teoría del voluntarismo teológico) (II), y que Dios ha creado el mundo de una manera ordenada y perfecta (III-VII).
En el momento de su escritura, el Discurso hizo la controvertida afirmación de que «las opiniones de ... los filósofos escolásticos no deben ser totalmente despreciadas» (XI). Los primeros trabajos de la filosofía moderna durante el siglo XVII se basaron en el rechazo de muchos de los preceptos de la filosofía medieval. Leibniz consideraba los fracasos de la escolástica meramente falta de rigor. «[Si] alguna mente cuidadosa y meditativa se tomara la molestia de aclarar y dirigir sus pensamientos a la manera de los geómetras analíticos, encontraría un gran tesoro de verdades importantes, totalmente demostrables».
Leibniz afirmó que la omnipotencia de Dios no estaba de ninguna manera impugnada por la idea del mal, sino que más bien la afianza. Respaldó la idea de que Dios eligió el mejor de todos los mundos posibles. En otras palabras, Leibniz creía que este mundo (o realidad) era lo mejor que podía haber, habida cuenta de todos los hechos, no se podía imaginar un mundo mejor, incluso si creíamos que podíamos pensar en algo más perfecto.
La concepción de Leibniz de la sustancia física se amplía en la Monadología.